# Chendol
Cet article possède un paronyme, voir Cendol.
Genre
Chendol est un genre de poissons d'eau douce de la famille des Chaudhuriidae.

## Liste d'espèces
Selon World Register of Marine Species (4 août 2023) :
- Chendol keelini Kottelat & Lim, 1994
- Chendol lubricus Kottelat & Lim, 1994

## Systématique
Le nom valide complet (avec auteur) de ce taxon est Chendol Kottelat & Lim, 1994,.

## Étymologie
Le nom générique, Chendol, fait référence à un dessert glacé et sucré que l'on trouve en Malaisie et à Singapour et qui contient des nouilles de farine de riz ressemblant à des vers, ce qui rappelle à la fois la répartition de ces espèces et leur forme générale.

## Publication originale
- Maurice Kottelat et Kelvin K. P. Lim, « Diagnoses of two new genera and three new species of earthworm eels from the Malay Peninsula and Borneo (Teleostei: Chaudhuriidae) », Ichthyological Exploration of Freshwaters, Verlag Dr. Friedrich Pfeil (d), vol. 5, no 2,‎ juin 1994, p. 181-190 (ISSN 0936-9902).